# NGC 5739
NGC 5739 је спирална галаксија у сазвежђу Волар која се налази на NGC листи објеката дубоког неба.
Деклинација објекта је + 41° 50' 35" а ректасцензија 14h 42m 28,9s. Привидна величина (магнитуда) објекта NGC 5739 износи 12,3 а фотографска магнитуда 13,2. NGC 5739 је још познат и под ознакама UGC 9486, MCG 7-30-52, CGCG 220-49, IRAS 14405+4203, PGC 52531.